# 섬팔라
섬팔라(학명:Sumpalla argentina)는 어룡목 안공룡과에 속하는 어룡이다. 지금은 멸종된 종으로서 전체적인 몸길이가 4~6m인 거대한 어룡에 속한다.

## 특징
섬팔라는 아르헨티나의 쥐라기 후기 바카 무에르타 층에서 살았던 안룡과인 어룡이다. 그것은 섬팔라 아르헨티나라는 단일 종을 포함하고 있다. 이러한 완모식표본은 2021년에 새로운 속으로 분류되기 전까지는 애기로사우루스의 것으로 여겨졌다. 섬팔라는 몸통이 매우 크게 발달되어 있으며 주둥이도 매우 길고 등지느러미가 크다. 또한 양턱에는 총 20~25개의 날카로운 톱니 모양의 이빨을 가지고 있다. 먹이로는 당대에 서식했던 물고기, 갑각류, 두족류를 주로 잡아먹고 살았을 육식성의 포식자로 추정되는 종이다.

## 생존시기와 서식지, 그리고 화석의 발견
섬팔라가 생존했었던 시기는 중생대의 쥐라기 후기로서 지금으로부터 1억 6000만년전~1억 4500만년전에 생존했었던 종이다. 생존했었던 시기에는 남아메리카를 중심으로 하는 남동부 태평양과 남서부 대서양에서 주로 서식했었던 어룡이다. 화석의 발견은 2021년에 남아메리카의 국가 중에 하나인 아르헨티나의 쥐라기에 형성된 지층에서 남아메리카의 고생물학자들에 의하여 처음으로 화석이 발견되어 새롭게 명명된 종이다.

## 같이 보기
- 파충류
- 중생대
- 쥐라기
- 어룡
- 화석